# Barre Noire
La barre Noire est un sommet du massif des Écrins qui culmine à 3 751 mètres d'altitude dans le département français des Hautes-Alpes. Elle est séparée de la barre des Écrins par la brèche des Écrins.

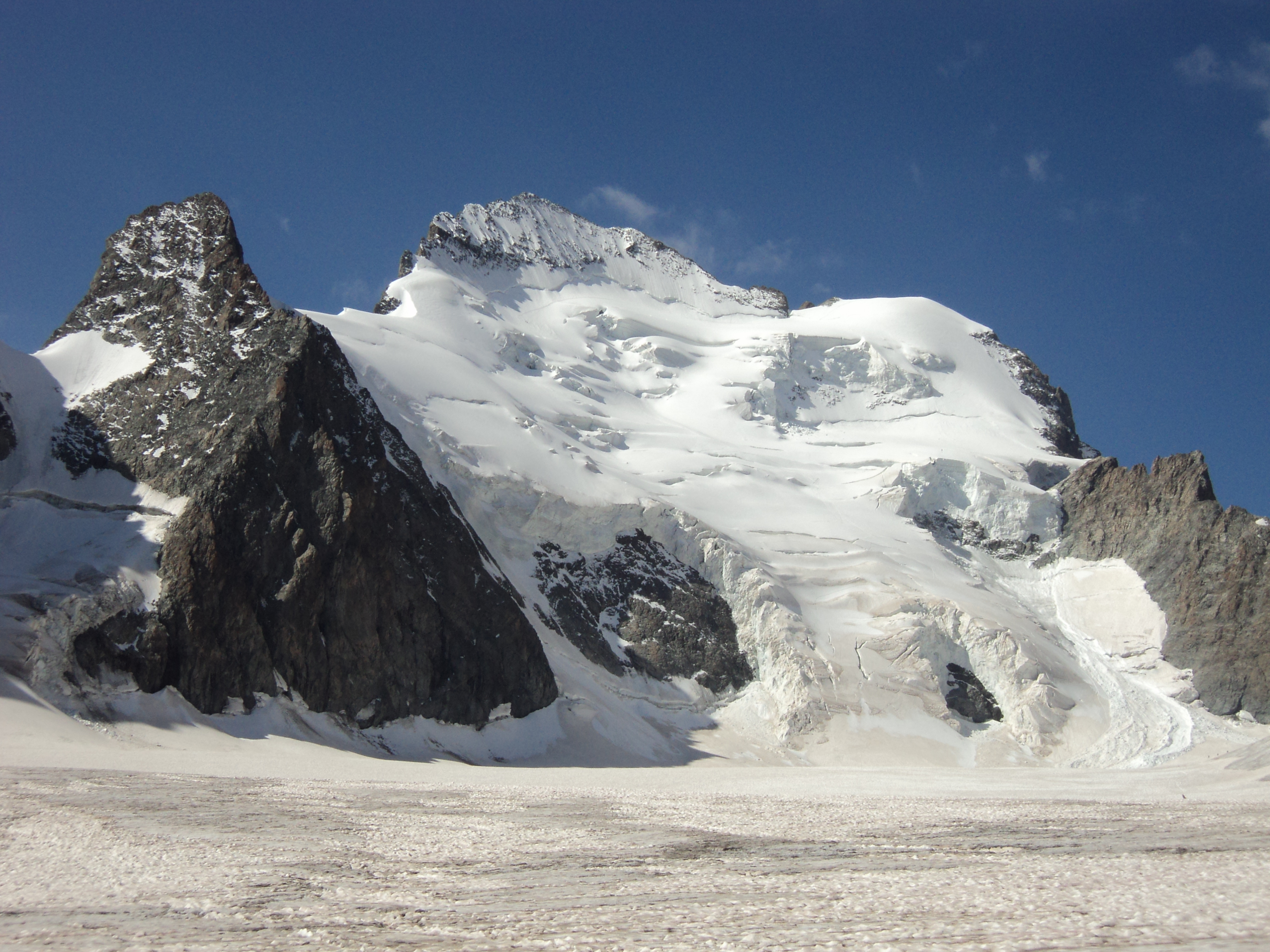
Face nord de la barre des Écrins, avec le dôme de neige des Écrins à droite et la barre Noire à gauche, dominant le glacier Blanc.